# Пијерија (округ)
Округ Пијерија је округ у периферији Средишња Македонија и историјској покрајини Македонији, у северној Грчкој. Управно средиште округа је град Катерини.
Округ Пијерија је успостављен 2011. године на месту некадашње префектуре, која је имала исти назив, обухват и границе.

## Природне одлике
Округ Пијерија је по пространству најмањи округ у периферији Средишња Македонија. На северу се овај округ граничи са округом Иматија, на западу са округом Кожани, а на југу са округом Лариса. Источна граница је обала Солунског залива, дела Егејског мора.
Округ има издужен облик у правцу север-југ, сходно рељефу. У средини се пружа узана приморска равница, позната као Олимпијска обала, која се на западу стрмо издиже у веома високе Пијеријске планине и планину Олимп. Овој префектури припада и највиши врх Олимпа и уједно целе Грчке.
Клима у округу Пијерија је средоземна у приморском делу, да би са уздизањем тла ка западу прешла у планинску.

## Историја
Први становници префектуре Пијерија били су Трачани из племена Пијери, по којима је префектура и добила име. У доба антике ова област је била прво део античке Македоније, друга по значају. У каснијим епохама долази владавина Римљана, затим Византинаца и на крају Османлија. 1913. г. ово подручје поново постало део Грчке, а следећих година овде се населило много грчких избеглица из Мале Азије. 1947. године добило је статус префектуре издвајањем из Солунске префектуре. Положај префектуре на главном грчком путу Солун-Атина омогућило је брз послератни развој, нарочито туризма, а и пољопривреда је напредовала и осавременила се.

## Становништво
По последњем попису из 2021. године округ Пијерија је имао око 120.000 становника, од чега више од 40% живи у седишту округа, граду Катеринију.
Етнички састав: Главно становништво округа су Грци, а последњих година овде се населио и омањи број насељеника из целог света.
Густина насељености је близу 90 ст./км², што је више од просека Грчке (око 80 ст./км²). Приморска равница је много боље насељена него планинско залеђе.

## Управна подела и насеља
Округ Пијерија се дели на 3 општине:
1. Дион-Олимп — седиште градско насеље Литохоро,
2. Катерини — седиште градско насеље Катерини,
3. Пидна-Колиндрос — седиште градско насеље Либаново.

Катерини је највеће насеље и једини значајан град (> 10.000 ст.) у округу.

## Привреда
Данас је Пијерија једна од развијенијих области у Грчкој, пре свега захваљујући прометности подручја (магистрала Атина — Солун) и приступачној, питомој обали. Последњих деценија посебно се развио приморски туризам — туристичка одредишта: Паралија, Литохоро, Лептокарија, Нови Пори, Олимпијаки Акти.